# Tartrato de sodio
El tartrato de sodio (denominado también como sal tartar) es una sal sódica del ácido tartárico. En la industria alimentaria se emplea como emulsionante en la elaboración de pectinas y gelatinas. Por regla general se identifica con el código E335. Este compuesto forma una familia de sales monosódicas (E 335 I) y disódicas (E 335 II). Es frecuente encontrarlo en productos de repostería, así como en la elaboración de salsas.

## Usos
Se emplea fundamentalmente en la industria alimentaria como potenciador de las capacidades antioxidantes de otros agentes, o bien como antioxidante "per se". En la conservación de mermeladas (su sabor ligeramente ácido permite además resaltar los sabores de las frutas), margarinas y en la preparación y procesado de embutidos como son las salchichas. A veces se emplea como ingrediente en las soluciones amortiguadoras.

## Tartrato monosódico
El tartrato monosódico (denominado también como bitartrato de sodio) es una sal mono-sódica del ácido tartárico. se emplea en la industria alimentaria como un estabilizador y agente secuestrante que aparece bajo el código: 335 I. Posee además propiedades de regulador de la acidez (regulador monosódico de la acidez) y como antioxidante.

### Propiedades
La sal sódica del ácido tartárico se presenta en forma de polvo blanco soluble en agua que suele poseer un ligero sabor ácido. Se diferencia de su sal potásica del aporte de iones sodio a la disolución. Se sintetiza, al igual que el resto de tartratos, mediante la fermentación.

### Salud
El tartrato monosódico no es metabolizado en el organismo, o lo hace en muy pequeñas cantidades. Es por esta razón por la que finalmente es excretado a través de la orina sin ocasionar efectos colaterales en el organismo. 

## Tartrato disódico
Se emplea en la industria alimentaria como antioxidante apareciendo con el código E335 II. Al igual que otros tartatos de sodio, actúa igualmente como regulador de la acidez. En química analítica se emplea frecuentemente en la valoración de Karl Fischer para la determinación del contenido de humedad en ciertas substancias.
El tartrato disódico es una sal sódica del ácido tartárico (Na2C4H4O6).

### Propiedades
Posee una presencia en forma de polvo cristalino muy soluble en agua y de gusto ligeramente ácido. Tiene dos estructuras de agua de cristalización: anhidro y dihidro. La capacidad que tiene la molécula de tartrato captar moléculas de agua, le hace idóneo como ingrediente durante las valoraciones de Fisher. 